# Horst Peschel
Karl Horst Peschel (* 29. September 1909 in Dresden; † 11. April 1989 ebenda) war ein deutscher Hochschullehrer für Geodäsie. Er war von 1953 bis 1956 Rektor der Technischen Hochschule Dresden und leitete danach das Geodätische Forschungsinstitut Potsdam.

## Leben
Horst Peschel wurde am 29. September 1909 in Dresden geboren. Sein Vater, der Vermessungstechniker Adolf Peschel, starb 1927. Um das Einkommen der Familie zu sichern, arbeitete Horst Peschel bereits an Vermessungsaufgaben mit, bevor er das Abitur an der Dresdener Annenschule ablegte. Ab 1928 studierte er Geodäsie an der Technischen Hochschule Dresden. Mit dem Diplom eines Vermessungsingenieurs blieb Horst Peschel 1932 als wissenschaftlicher Assistent seines Lehrers Paul Werkmeister an der Hochschule. Vier Jahre später promovierte er zum Dr.-Ing.
Ab 1936 war er Referendar im Landesvermessungsamt Sachsen und wurde 1938 Assessor. Am 18. Juni 1937 beantragte er die Aufnahme in die NSDAP und wurde rückwirkend zum 1. Mai desselben Jahres aufgenommen (Mitgliedsnummer 4.950.764). Nach der zweiten Staatsprüfung hielt er ab 1938 am Lehrstuhl für Vermessungskunde in Dresden erstmals Vorlesungen und Übungen vor Studenten der Geodäsie, Architektur und Forstwirtschaft. Am 11. April 1939 wurde er als Öffentlich bestellter Vermessungsingenieur für den Hauptvermessungsbezirk III (Land Sachsen) zugelassen.
Von 1939 bis 1945 war Peschel zum Kriegsdienst bei der Artillerie-Vermessung eingezogen, wurde jedoch zur Wahrnehmung von Lehrverpflichtungen an der Hochschule und als öffentlich bestellter Vermessungsingenieur bei größeren Vermessungsarbeiten für die Reichsbahn wiederholt freigestellt.
Bei den Bombenangriffen auf Dresden verlor er Wohnung und Büro, weshalb er 1946 zunächst mit seiner Familie in Strießen bei Großenhain wohnte. Er übernahm als Angestellter die Leitung eines Vermessungsbüros in Dresden.
Im Jahr 1950 berief ihn die Technische Hochschule Dresden zum Professor für Landesvermessung und Katasterwesen und 1952 zum Direktor des Geodätischen Instituts. Von 1953 bis 1956 war er Rektor der TH und dann zwei Jahre Stellvertreter seines Nachfolgers Kurt Pommer. Während Peschels Rektorat wurde der Wiederaufbau der durch Bombenangriffe schwer beschädigten Hochschulgebäude im Wesentlichen abgeschlossen und der Neubau weitergeführt. Er genoss großes Ansehen unter den Studenten.

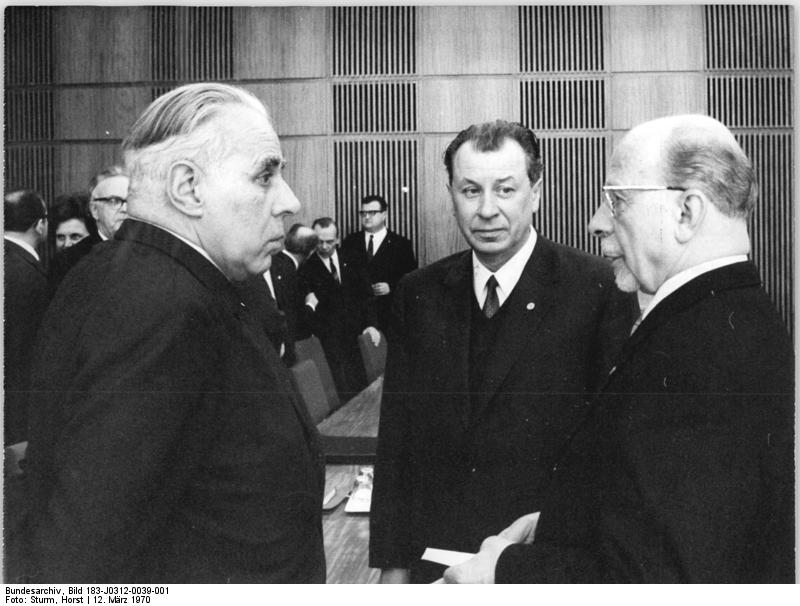
Horst Peschel (l.) im Gespräch mit Walter Ulbricht (r.) und Hermann Pöschel (m.), 22. Sitzung des Staatsrates der DDR im März 1970

Die Einrichtung der Zentralstelle für internationale Dokumentation der Geodäsie am Geodätischen Institut 1956 war sein Werk. In den Jahren von 1963 bis 1968 leitete er neben seinem Lehramt in Dresden kommissarisch das Geodätische Institut Potsdam. Nach der dritten Hochschulreform wurde Horst Peschel von 1969 bis 1974 Leiter des neu gebildeten Wissenschaftsbereichs Geodäsie. Dieses Amt übernahm danach Fritz Deumlich. Nach dem Krieg trat Peschel keiner Partei mehr bei, war aber später als Professor in DDR-Regierungskreisen hoch geschätzt.
Am 30. September 1974 trat Peschel als Professor für Sphäroidische und Physikalische Geodäsie in den Ruhestand. Er prägte in den 24 Jahren als Hochschullehrer die Geodäsieausbildung in Dresden wesentlich und baute das Geodätische Institut zu einer bedeutenden Lehr- und Forschungsstätte aus.
Horst Peschel war seit 1939 mit Annelies Richter verheiratet und hatte vier Kinder, davon drei mit seiner Frau. Er starb unerwartet am 11. April 1989 in Dresden.

## Mitgliedschaften und Ehrenämter
Als Wissenschaftler und begabter Organisator engagierte sich Peschel stark im staatlichen  Forschungsrat, im Hoch- und Fachschulrat und in der Akademie der Wissenschaften der DDR. Für die Akademien der sozialistischen Länder koordinierte er den Themenbereich „Kosmische Physik“ und in zwei IAG-Kommissionen das Europäische Dreiecksnetz RETrig und die geodätische Bibliografie.
Er gehörte 1950 zu den Initiatoren des Fachausschusses Vermessungswesen bei der Kammer der Technik und einiger ihrer Arbeitskreise. 1952 war er Mitgründer der Fachzeitschrift „Vermessungstechnik“ und 1960 der Gesellschaft für Photogrammetrie der DDR. Von 1959 bis 1974 leitete Peschel die Kammer der Technik und wurde 1974 deren Ehrenpräsident.
Ab 1963 leitete er das Nationalkomitee für Geodäsie und Geophysik der Akademie (bis 1984) und war DDR-Chefdelegierter in der IUGG und der ICSU.
Er war Gründungsmitglied der 1960 in Dresden gegründeten Gesellschaft für Photogrammetrie in der DDR (GfPhDDR).
Horst Peschel war auch international ein anerkannter Fachmann. Von 1952 bis 1967 war er ordentliches Mitglied der Deutschen Geodätischen Kommission bei der Bayerischen Akademie der Wissenschaften. An der 1963 erreichten selbständigen Mitgliedschaft der DDR in der Internationalen Union für Geodäsie und Geophysik (IUGG) und der Internationalen Assoziation für Geodäsie (IAG) hatte Horst Peschel großen Anteil. Bis 1983 wirkte er in der IAG als Präsident der Bibliografie-Kommission und ab 1984 in deren Nominierungskomitee.

## Auszeichnungen
Horst Peschel erhielt 1956 den Vaterländischen Verdienstorden in Silber sowie 1974 in Gold und 1984 mit Ehrenspange, 1961 den Orden Banner der Arbeit, 1969 den Ehrentitel Verdienter Techniker des Volkes, 1973 den Nationalpreis der DDR III. Klasse, 1978 den Preis der Technischen Universität Dresden Stufe eins, 1984 die Johannes-Stroux-Medaille der Akademie der Wissenschaften der DDR und die Ernst-Abbe-Medaille der Kammer der Technik. 1982 wurde Peschel Ehrensenator der Technischen Universität Dresden.

## Leistungen
Als Wissenschaftler galt seine Vorliebe dem Feld der geometrischen Höhenmessung. Seine Forschungen führten zu einem praxisreifen und auch international genutzten motorisierten Präzisionsnivellement. Dafür erhielt Horst Peschel 1973 den Nationalpreis der DDR III. Klasse.

## Werke
- Untersuchungen der mittelbaren Streckenmessung mit Anwendung von Theodoliten und Tangensschraubeninstrumenten zur mikrometrischen Winkelmessung. Promotion, Dresden 1936, 101 Seiten.
- deutsche Bearbeitung P. S. Sakatow: Lehrbuch der höheren Geodäsie. Berlin 1957.
- deutsche Bearbeitung N. A. Urmajew: Sphäroidische Geodäsie. Berlin 1958.
- deutsche Bearbeitung M. S. Molodenski: Grundbegriffe der geodätischen Gravimetrie. Berlin 1958.
- Der technische Fortschritt im Verkehrswesen und die Gemeinschaftsarbeit der Kammer der Technik. Berlin 1960.
- Arthur Weichold, Horst Peschel: Wilhelm Gotthelf Lohrmann: Lebensbild eines hervorragenden Geodäten, Topographen, Astronomen, Meteorologen und Förderers der Technik in Wissenschaft und Praxis in der ersten Hälfte des 19. Jahrhunderts. Barth, Leipzig 1985.